# Filovia Torino-Rivoli
La filovia Torino-Rivoli era una linea filoviaria che collegava Torino a Rivoli percorrendo il lungo rettilineo di corso Francia : dal tracciato originavano due brevi diramazioni, per Collegno e per Grugliasco.

## Storia

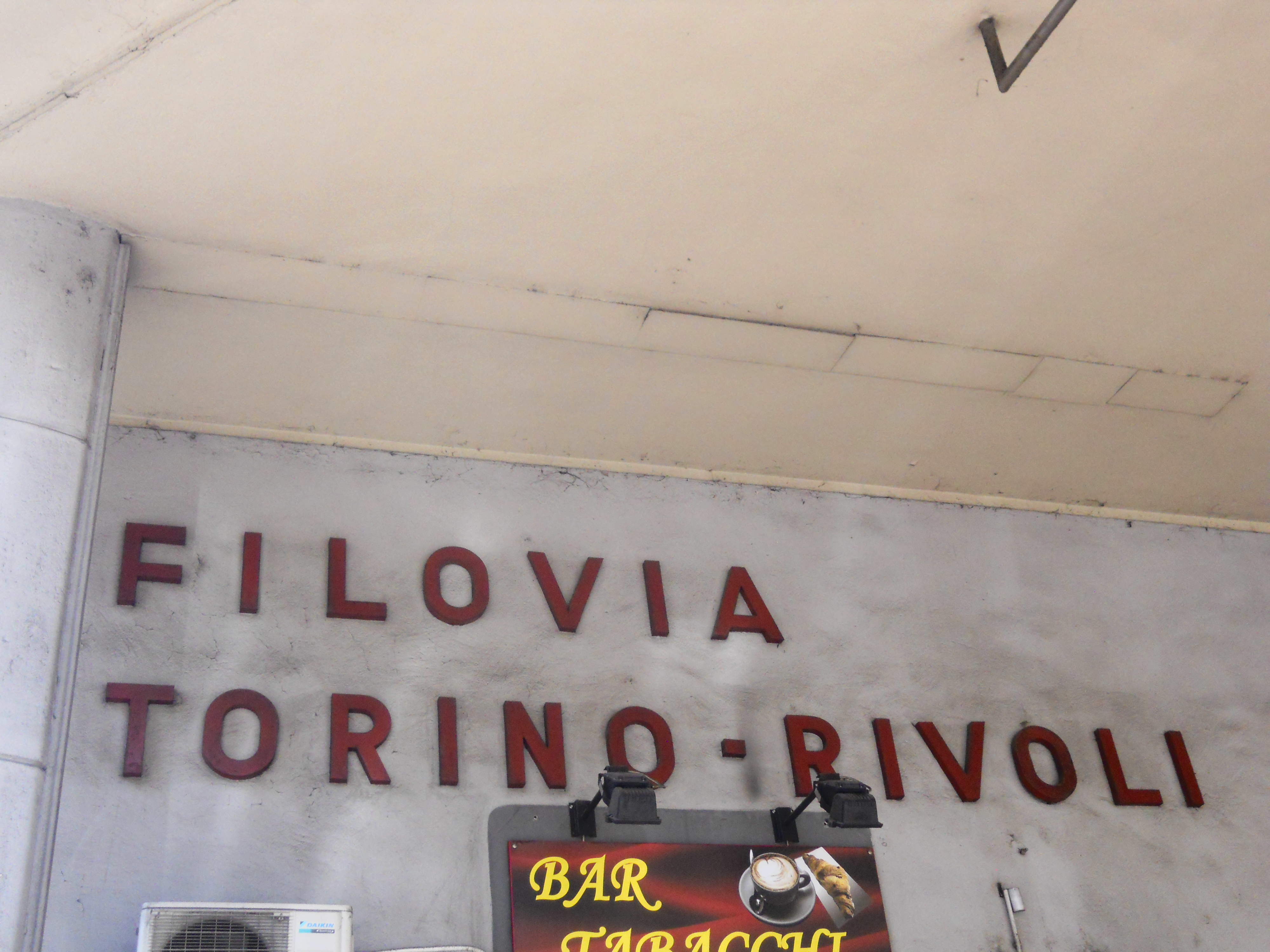
Scritta murale residua della Filovia sulla biglietteria di Corso Francia

Nel 1950 il consorzio che gestiva la tranvia Torino-Rivoli decise, a causa dell'obsolescenza della stessa, di sostituirla con una più comoda e moderna filovia, che permettesse frequenze maggiori e decongestionasse il traffico su Corso Francia.
Il progetto fu approvato dalla Giunta comunale di Torino nel giugno 1952.
La nuova linea venne attivata il 13 novembre 1955, e rispetto al vecchio impianto era più estesa, comprendendo anche due brevi diramazioni per Collegno e per Grugliasco, aperte nel 1958
in ritardo a causa della mancanza di filobus tutti impegnati sulla linea principale. Anche il servizio risultò molto migliorato nei tempi di percorrenza e nelle frequenze: il tragitto da Torino a Rivoli era percorso in 20 minuti, contro i 35 del tram, ed erano possibili fino a 140 corse al giorno (una ogni quattro minuti). Erano previsti ulteriori prolungamenti (mai realizzati) da Rivoli per Rosta, Buttigliera Alta, Avigliana, Trana, Reano e Villarbasse, ritornando quindi a Rivoli.
Invece nel 1962 venne realizzato il prolungamento nella zona industriale di Grugliasco lungo il nuovo corso Allamano.
La tratta extraurbana era elettrificata a corrente continua alla tensione di 1200 V, mentre la tratta urbana (fino al confine tra i comuni di Torino e Collegno) aveva una tensione di 600 V, identica alle reti filoviaria e tranviaria urbane.
La linea fu esercita fino al 1979 dal Consorzio Torino Rivoli Esercizi Autofiloviari (CTREA): in tale anno passò all'ATM che a novembre soppresse l'esercizio sostituendolo con autobus, progettando nell'anno 1980 la sostituzione con una linea tranviaria mai attuata.
La parte urbana del tracciato è oggi servita dalla metropolitana di Torino, attivata nel 2006.

## Mezzi
| Numeri      | Anno      | Telaio     | Carrozzeria | Parte elettrica | Lunghezza | Note |
| ----------- | --------- | ---------- | ----------- | --------------- | --------- | ---- |
| F.1 a F.24  | 1955-1964 | Fiat 2405F | Viberti     | TIBB            | 18000 mm  |      |
| F.31 a F.34 | 1956-1958 | Fiat 2405F | Viberti     | TIBB            | 12000 mm  |      |